# Модель «хищник — жертва»
Модель «хищник-жертва» (англ. predator-prey model) — динамическая экономическая модель взаимодействия двух видов типа «хищник — жертва», используется при решении различных экономических задач, в том числе при определении оптимального уровня государственного сектора экономики.

## История создания
Модель «хищник-жертва» как модель взаимодействия двух видов типа «хищник — жертва» впервые была представлена американскими математиками Альфредом Лоткой в 1925 году и Вито Вольтеррой в 1926 году при изучении двух биологических популяций — хищных и обычных рыб. Авторы независимо друг от друга предложили модельные уравнения, впоследствии названные в их честь — модель Лотки — Вольтерры, на базе которой была сформирована система «хищник — жертва».

## Применение модели
Модель классовой борьбы Гудвина (англ. Goodwin model) — экономическая модель рынка труда, предложенная американским экономистом Ричардом Гудвиным в 1967 году, описывающая динамику системы «рабочие-капиталисты», воспроизводящая конкурентный механизм взаимной адаптации ставки оплаты труда наемных работников и уровня их занятости, имеющая в основе математическую модель «хищник-жертва».
В работе экономистов Д.Дендриноса и Х.Муллалли в 1985 году была предложена модель, описывающую процесс формирования городского пространства как взаимосвязанную динамику плотности населения и величины земельной ренты; в модели зависимости имеют форму уравнений типа «хищник-жертва».
Применительно к оценке государственного сектора идея использования модели «хищник-жертва» была предложена немецкими экономистами П.Вельфенсом и П.Джесински в 1994 году. Задача исследования динамических свойств приватизационного цикла (процесса колебания доли государственного сектора в национальной экономике) привела к построению модели взаимодействия частного и государственного секторов, описывающие циклические и иррегулярные колебания структуры экономики в динамике, а также к возможности прогнозирования структурных изменений в экономике.